# 斯洛伐克經濟

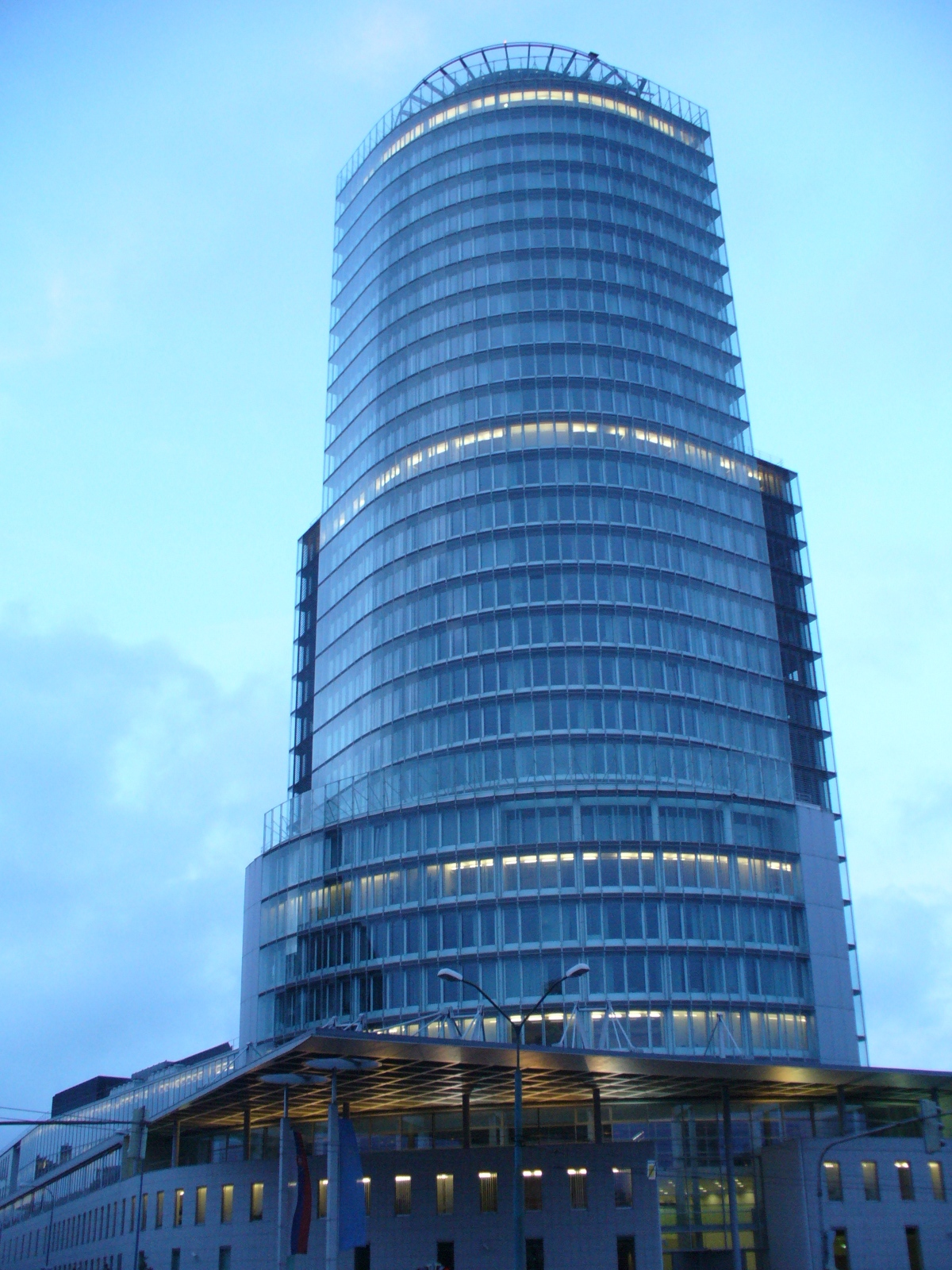
斯洛伐克中央銀行

斯洛伐克成功地完成了从中央计划经济到现代市场经济的过度。祖林达政府在2001年起稳定了宏观经济和进行了结构改革。主要的企业私有化过程已经完成，几乎整个金融界现在在外资掌握下，外资投资不断扩大。尽管其主要出口市场2000年经济萧条，斯洛伐克的经济发展超过预计。
2002年，斯洛伐克工资提高促进了国内需求的增高，克服了出口增长的减速，使得整个经济达到1998年以来最强的增长（4.4%）。2003年出口恢复，克服了国内消费的减小，使得国家经济增长4.2%。2001年的失业率达19.8%，祖林达政府2002年上台後采取的剧烈的改革使失业率降低，2004年6月到13.9%。2000年的通货膨胀率是12.0%，2002年降到3.3%，2003和2004年又有所增长。
在德国商会2004年3月做的一次调查中，德国50%以上的企业称斯洛伐克是最好的投资地点。